# Česká konfese

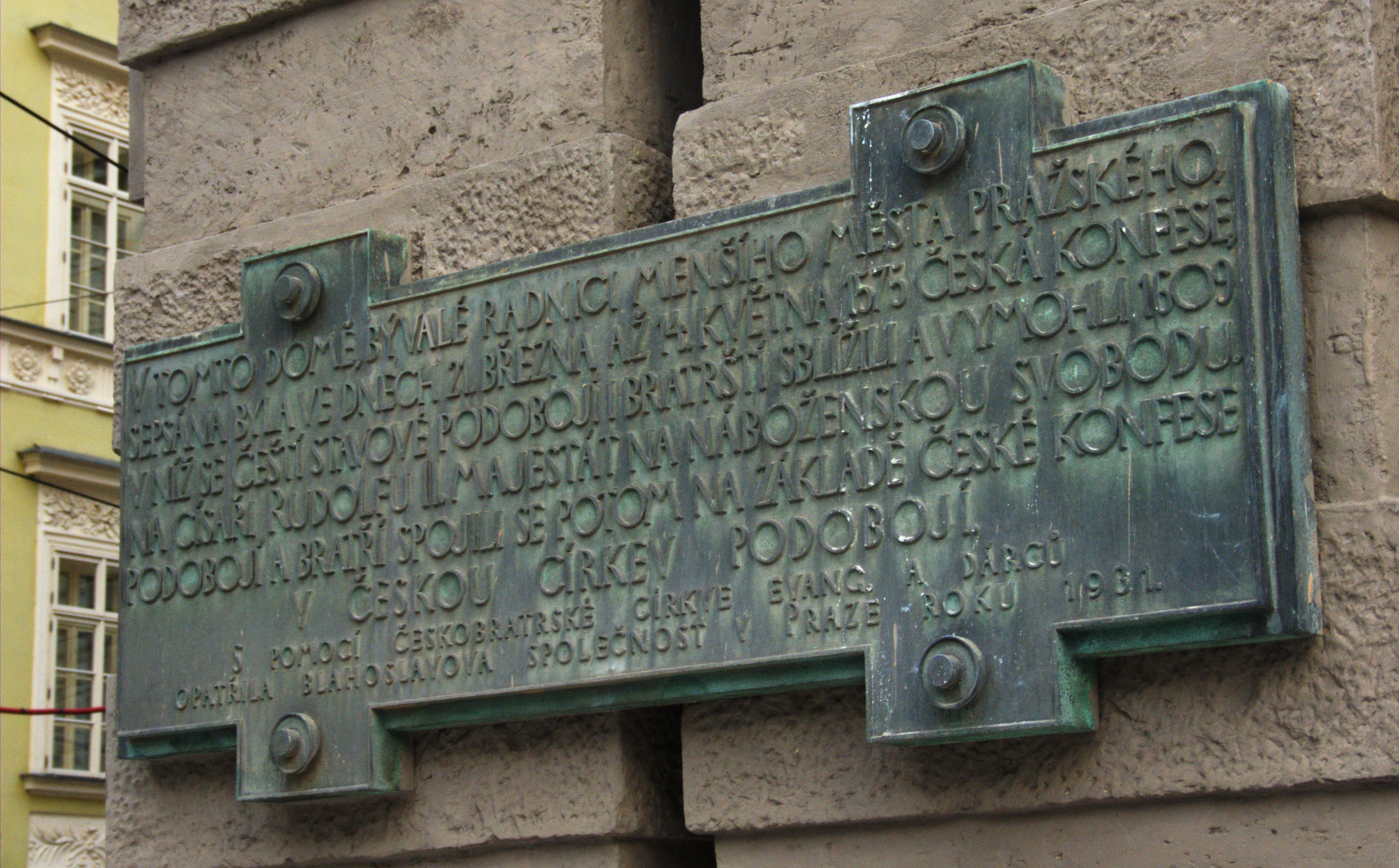
Pamětní deska na bývalé malostranské radnici, připomínající sepsání České konfese

Česká konfese, latinsky Confessio Bohemica, je společné vyznání víry, které předložily české nekatolické stavy na zemském sněmu roku 1575. Byla požadována i v následujícím období a v letech 1609–1620 byla legálním základem luteránství v Čechách.

## Vznik
Jedinou legální konfesí vedle katolicismu byl v českých zemích před rokem 1575 (staro-)utrakvismus, jehož právní postavení bylo upraveno basilejskými kompaktáty, jimž se museli formálně přizpůsobit i luteráni, zatímco Jednota bratrská byla de iure zakázána. Za vlády Maxmiliána II. se snažily české nekatolické stavy dosáhnout legalizace své víry zavedením augšpurské konfese, panovníka však přiměly jen ke zrušení kompaktát (1567). Největší šance se naskytla roku 1575, kdy Maxmilián svolal zemský sněm, který měl projednat nové daně a korunovaci Maxmiliánova syna Rudolfa českým králem. Při zahájení sněmu 21. února 1575 přistoupil panovník na to, že nejprve budou projednávány konfesní otázky. Luteránskou většinu sněmu vedl Bohuslav Felix Hasištejnský z Lobkovic, který připravoval společný postup s českými bratry. Staroutrakvisté vedení Janem mladším z Valdštejna se odmítli na tomto postupu zúčastnit, protože v něm (oprávněně) viděli ohrožení vlastní konfese. Text konfese byl vypracován zvláštní komisí na začátku května a 18. května předložen císaři.

### Obsah
Konfese nese titul Vyznání víry svaté křesťanské všech tří stavův království českého Tělo a Krev Krista Pána pod obojí přijímajících, je rozčleněna do 25 článků, její struktura se do značné míry podobá augšpurské konfesi.
Články české konfese:
1. O slovu Božím v písmích svatých Starého i Nového Zákona obsaženém
2. O Bohu - artikul se hlásí k Nicejskému (nicejsko-konstantinopolskému) a Athanasiovu vyznání.
3. O Trojici svaté aneb o rozdílnosti osob v božství
4. O pádu prvních rodičů a hříchu přirozeném - tento a následující články spadají do tematického okruhu teologické antropologie.
5. O svobodné vůli aneb o soběvolnosti člověka
6. O původu, příčině a velikosti hřícha.
7. O zákonu přikázání božských
8. O ospravedlnění člověka před Bohem - velmi rozsáhlý oddíl
9. O víře
10. O dobrých skutcích - velmi rozsáhlý článek
11. O církvi Boží - idea církve (ekleziologie)
12. O klíčích církve a moci její úřední - konkrétní realizace církve - patrně vůbec nejzávažnější bod konfese - V mnoha ohledech jsou jeho pasáže velmi radikální: např. moc Petrových klíčů mají mít všichni služebníci církve, je odsouzena světská vláda církve včetně moci církevních soudů. Navíc se odmítá, aby církev učila a konala nejenom proti Písmu, ale i cokoliv, co Písmo nenařizuje výslovně.
13. O velebných svátostech od Krista Pána nařízených, též o užitcích a pravém jich užívání.
14. O křtu svatém, první svátosti Kristově
15. O Večeři Páně, druhé svátosti Kristově - "…věříme a vyznáváme, že ten chléb v též večeři jest pravé tělo Krista Pána za nás dané a zrazené a víno v kalichu jest pravá krev Pána nešeho Ježíše Krista za nás vylitá…
16. O pokání
17. O zpovědi
18. O služebnících církve - stručný článek, sloužit má jen ten, kdo k tomu byl řádně povolán
19. O řádích církevních - liturgie
20. O vrchnosti světské
21. O manželství
22. O památce svatých
23. O postu
24. O vzkříšení mrtvých a o posledním soudu
25. O životu věčném

Patnáctý článek o večeři Páně byl při projednávání konfese nejkontroverznější, výsledný text stojí na hraně mezi přijetím a odmítnutím reálné přítomnosti Krista v této svátosti (přesto v bratrských vydáních konfese byly jeho formulace ještě zeslabeny).
Ve zbylých článcích shledáváme umírněně protestantské názory.
Hlavními autory konfese byli novoutrakvističtí teologové Pavel Pressius a Matěj Dvorský z Hájku, vedle nich text ovlivnili i jiní novoutrakvističtí učenci, za české bratry se podílel např. Jiří Strejc.
Text konfese je velmi smířlivý, teologicky byl pevně zakořeněn v domácí duchovní tradici, přitom se inspiroval Melanchtonovým konzervativním luterstvím. Na žádost teologů Jednoty bratrské z něho byly odstraněny všechny odsudky radikálnějších proudů reformace. Celkově lze Českou konfesi charakterizovat jako dokument podporující soužití vícera proudů protestantismu, tedy dokument ekumenický.

### Dobové překlady
V německém překladu byla Česká konfese vydána v letech 1584, 1609 a 1610; v překladu do latiny pak v letech 1614 a 1619.

## Ohlas a další vývoj
Spolu s konfesí byl králi předložen spis „Patrné důvody ze starých sněmů“, který měl dokázat návaznost českých protestantů na původní utrakvismus a tím jejich legalitu.
Česká konfese se dočkala negativní reakce jak z katolické strany tak i od staroutrakvistů, kteří se jí právem cítili být ohroženi; jejich „Ohlášení a přiznání k svaté staré obecné křesťanské víře podobojí přijímajících“ ze 4. června 1575 odmítalo novoutrakvistické nároky na dědictví původního utrakvismu.
Mnohem větší praktický dopad než konfese měl mít navrhovaný církevní řád sestavený protestantskými stavy ve dnech 10. – 12. září. Podle něho měla být utrakvistická konzistoř podřízena defenzorům jmenovaným jednotlivými stavy. Naproti tomu měla být zrušena závislost konzistoře na panovníkovi a na pražském arcibiskupovi. Tak by novoutrakvistická většina zemského sněmu ovládla dosud formálně staroutrakvistickou církevní organizaci – nejen konzistoř, ale i jí podřízenou farní soustavu. Tento církevní řád navíc navrhoval protestantskou ordinaci kněží, tedy pro staroutrakvisty nepřijatelné opuštění praxe svěcení od biskupů v apoštolské posloupnosti. Oproti tomu Jednota bratrská měla být začleněna do této církve spíše formálně jako její autonomní jednotka.
Takový církevní řád nemohl král Maxmilián II. akceptovat, navíc již předtím prohlásil, že nemůže konfesi uzákonit s ohledem na papežského nuncia a na své španělské příbuzné. České nekatolické stavy proto souhlasily s tím, že konfesi mu pouze „dají na vědomí“. Dne 20. září 1575 císař získal od zemského sněmu přijetí Rudolfa II. za krále, 22. září se konala Rudolfova korunovace a poté se sněm rozešel pouze s ústním příslibem schválení české konfese. Namísto toho však následoval 5. října císařský mandát zakazující její tisk.
Česká konfese zůstávala společným východiskem českých protestantů v následujícím období, požadavky na její uznání panovníkem zazněly například na zemském sněmu roku 1583. Stala se i podkladem pro legalizaci českého protestantismu Rudolfovým Majestátem na náboženskou svobodu v roce 1609. Přitom bylo realizováno i církevní uspořádání podle návrhu z roku 1575, staroutrakvistická strana byla v období Majestátu již natolik oslabena, že tomu nemohla zabránit. Česká konfese byla základním dokumentem české utrakvistické církve v následujících letech, zůstávala beze změny v platnosti i v průběhu českého stavovského povstání, byť vláda Fridricha Falckého přinesla kalvinizaci utrakvistického církevního života.
Počátek pobělohorské rekatolizace znamenal opuštění principů české konfese, církevní správa byla podřízena arcibiskupovi, kněží vysvěcení v apoštolské posloupnosti se mohli začlenit do katolické církevní správy, zatímco ostatní museli opustit zemi. Ani mezi exulanty ani mezi domácími tajnými nekatolíky nepřetrvalo žádné společenství, které by se řídilo českou konfesí; kontinuitu si zachovaly pouze exilové pozůstatky Jednoty bratrské řídící se vlastním vyznáním; luteránští a staroutrakvističtí exulanti se přizpůsobili církvím hostitelských zemí.
Při legalizaci nekatolických vyznání tolerančním patentem císaře Josefa II. roku 1781 nebyl umožněn vznik církve hlásící se k české konfesi, která ostatně byla v tomto období téměř zapomenuta. Teprve ke konci 19. století se začínal prohlubovat zájem o ni zejména v české církvi augšpurského vyznání, značnou zásluhu na tom měl historik české konfese Ferdinand Hrejsa. Roku 1919 prohlásila nově utvořená Českobratrská církev evangelická Českou konfesi za jeden ze základů své víry.

### Prameny
- Sněmy české od léta 1526 až po naší dobu IV, Praha 1886
- Ferdinand Hrejsa, Česká konfese, její vznik, podstata a dějiny, Praha 1912 s. 695-717
- Rudolf Říčan a kol. (ed.), Čtyři vyznání. Vyznání augsburské, bratrské, helvetské a české se čtyřmi vyznáními staré církve a se čtyřmi články pražskými, Praha 1951, s. 273-306
- Alfred Eckert (ed.), Confessio Bohemica, MDLXXV, Wolfach-Kirnbach 1976 (Studien u. Dokumente 23/24)